# 韦营乡
韦营乡，是中华人民共和国甘肃省兰州市榆中县下辖的一个乡镇级行政单位。

## 行政区划
韦营乡下辖以下地区：
李家坪村、韦家营村、郭家沟村、武家窑村、黄家岔村、全家岔村和孙家岔村。